# Пчела
Пчела́ (болг. Пчела) — село в Ямбольській області Болгарії. Входить до складу общини Єлхово.

## Населення
За даними перепису населення 2011 року у селі проживали 447 осіб.
Національний склад населення села:
| Національність   | Кількість осіб | Відсоток |
| ---------------- | -------------- | -------- |
| болгари          | 299            | 88,2%    |
| цигани           | 26             | 7,7%     |
| турки            | 13             | 3,8%     |
| Всього відповіли | 339            |          |

Розподіл населення за віком у 2011 році:
Динаміка населення: